# Чемпионат Кыргызстана по волейболу среди женщин
Чемпионат Кыргызстана по волейболу среди женщин — ежегодное соревнование женских волейбольных команд Кыргызстана. До 2008 первенство разыгрывали сборные городов и областей. С 2009 года проводится среди клубных команд.

## Формула соревнований
Чемпионат 2022 состоял из предварительного и финального этапов. На предварительной стадии команды играли в два круга. 4 лучшие вышли в финальный этап и в однокруговом турнире определили призёров.
Чемпионат проходил с февраля по апрель с участием 7 команд: «ОшГУ» (Ош), «Дордой» (Бишкек), «Салам-Алик» (Бишкек), «Улар» (Бишкек), «Ала-Тоо ВВ МВД» (Нарын), «Билим КГУ имени Арабаева» (Бишкек), «Дилгир» (Бишкек). Чемпионский титул выиграл «ОшГУ». 2-е место занял «Дордой», 3-е — «Салам-Алик».

## Чемпионы среди клубов
- 2009 «Салам-Алик» Бишкек
- 2010 «Салам-Алик» Бишкек
- 2011 «Салам-Алик» Бишкек
- 2012 «Салам-Алик» Бишкек
- 2013 «Салам-Алик» Бишкек
- 2014 «Салам-Алик» Бишкек
- 2015 «Салам-Алик» Бишкек
- 2016 «Салам-Алик» Бишкек
- 2017 «Салам-Алик» Бишкек
- 2018 «Дордой» Бишкек
- 2019 «Салам-Алик» Бишкек
- 2020 чемпионат не завершён, итоги не подведены
- 2021 «Дордой» Бишкек
- 2022 «ОшГУ» Ош